# Chloropoea marsabitensis
Chloropoea marsabitensis är en fjärilsart som beskrevs av Carpenter och Jackson 1950. Chloropoea marsabitensis ingår i släktet Chloropoea och familjen praktfjärilar. Inga underarter finns listade i Catalogue of Life.